# Lormen

Übersicht: Lorm-Alphabet

Das Lormen oder Lorm-Alphabet dient der Kommunikation von Taubblinden mit nicht-taubblinden Menschen sowie von taubblinden Menschen untereinander. Der „Sprechende“ tastet dabei auf die Handinnenfläche des „Lesenden“. Dabei sind einzelnen Fingern sowie bestimmten Handpartien bestimmte Buchstaben zugeordnet.

## Geschichte
Das Lorm-Alphabet wurde im 19. Jahrhundert von Hieronymus Lorm (Pseudonym des Schriftstellers Heinrich Landesmann) für den eigenen Gebrauch entwickelt, möglicherweise auf Grundlage eines ähnlichen Systems des englischen Philosophen George Dalgarno. Lorms Ehefrau Henriette und seine Tochter Marie beherrschten sein System und stellten ihm so die Verbindung zur Außenwelt her. Nach dem Tod Lorms 1902 drohte es jedoch in Vergessenheit zu geraten, da er nie Kontakt zu anderen Taubblinden gehabt hatte und immer bestrebt gewesen war, seine Art der Kommunikation möglichst geheim zu halten. Allerdings wussten Freunde und Bekannte von seiner „Fingersprache“ und erlernten sie zum Teil auch.
H. v. Chlumecky, ebenfalls taubblind, übernahm nach Kontakten mit Lorms Tochter Marie Landesmann das Lorm-System und sorgte – auch gegen anfängliche Widerstände von Blinden- und Gehörlosenpädagogen – für Bekanntheit und Verbreitung.
Diese Form der Verständigung öffnete so taubblinden Menschen ein Tor zur Außenwelt und befreite sie aus der Isolation. Sie setzte sich in Deutschland wegen ihrer leichten Erlernbarkeit und Effizienz durch.

## ABC für Taubblinde nach Lorm (deutsch)

Lormalphabet-Zeichen für die deutsche Sprache

Lormalphabet-Zeichen für die tschechische Sprache (CH abweichend, SCH fehlend)

| A   | = Punkt auf die Daumenspitze                                       |
| B   | = Kurzer Abstrich auf dem Zeigefinger                              |
| C   | = Punkt auf das Handgelenk                                         |
| D   | = Kurzer Abstrich auf dem Mittelfinger                             |
| E   | = Punkt auf die Zeigefingerspitze                                  |
| F   | = Leichtes Zusammendrücken der Spitzen von Zeige- und Mittelfinger |
| G   | = Kurzer Abstrich auf dem Ringfinger                               |
| H   | = Kurzer Abstrich auf dem Kleinfinger                              |
| I   | = Punkt auf die Mittelfingerspitze                                 |
| J   | = Zweimaliges Tippen auf der Mittelfingerspitze                    |
| K   | = Punkt mit vier Fingerspitzen auf den Handteller                  |
| L   | = Langer Abstrich von der Spitze des Mittelfingers zum Handgelenk  |
| M   | = Punkt auf die Kleinfingerwurzel                                  |
| N   | = Punkt auf die Zeigefingerwurzel                                  |
| O   | = Punkt auf die Ringfingerspitze                                   |
| P   | = Langer Aufstrich an der Außenseite des Zeigefingers              |
| Q   | = Langer Aufstrich an der Außenseite der Hand (Kleinfingerseite)   |
| R   | = Leichtes Trommeln der Finger auf den Handteller                  |
| S   | = Kreis auf den Handteller                                         |
| T   | = Abstrich auf dem Daumen                                          |
| U   | = Punkt auf die Kleinfingerspitze                                  |
| V   | = Punkt auf den Daumenballen, etwas außen                          |
| W   | = Zweimaliges Tippen auf dem Daumenballen                          |
| X   | = Querstrich über das Handgelenk                                   |
| Y   | = Querstrich über die Finger in der Mitte                          |
| Z   | = Schräger Strich vom Daumenballen zur Kleinfingerwurzel           |
| Ä   | = Zweimaliges Tippen auf der Daumenspitze                          |
| Ö   | = Zweimaliges Tippen auf der Ringfingerspitze                      |
| Ü   | = Zweimaliges Tippen auf der Kleinfingerspitze                     |
| CH  | = Schräges Kreuz auf den Handteller                                |
| SCH | = Leichtes Umfassen der Finger II–V                                |
| ST  | = Langer Aufstrich am Daumen, Außenseite                           |

## Ausführung
Gelormt wird in die linke oder rechte Hand des Empfängers.
Die einzelnen Buchstaben werden auf den Fingern und der Handfläche mit Berührungen dargestellt. Gemäß dem vorgegebenen Lorm-Alphabet werden die jeweils betreffenden Punkte bzw. Orte der Handfläche mit dem Finger des „Senders“ angetippt oder überstrichen, für die F- und SCH-Laute die entsprechenden Finger gemeinsam  umfasst.
Ein Abstrich, ob kurz oder lang, läuft immer in der Richtung Fingerspitze-Handwurzel, ein Aufstrich entgegengesetzt.
Wortenden können durch einen leichten Schlag in die Handfläche signalisiert werden.
Eine Antwort „ja“ wird als doppelter Schlag in die Handfläche signalisiert.
Eine Antwort „nein“ wird mit zwei gegenläufigen Streichbewegungen in die Handfläche gegeben.
Irrungen oder Korrekturen werden mit einer Wischbewegung auf der Handfläche angezeigt.
Das Fragezeichen kann durch ein doppelt ausgeführtes 'K' angezeigt werden.

## Anwendung
Das Lorm-Alphabet als Verständigungsmittel für Taubblinde wird besonders im deutschsprachigen Raum, den Niederlanden und Tschechien angewendet.
Lormen ist für schriftsprachkompetente Menschen relativ leicht erlernbar, denn es muss nicht eine neue Sprache, sondern nur ein Sprachsystem erlernt werden. Daher ist es vielen Menschen, die zum ersten Mal auf das Lorm-System stoßen, möglich, nach kurzen Erläuterungen sofort (langsam) mit der taubblinden Person zu kommunizieren. Es stellt jedoch hohe kognitive Anforderungen und ist dadurch als Kommunikationssystem nicht für alle Personen mit Sinnesbehinderung geeignet. Vor allem für spät erblindete Gehörlose oder bei spät erworbener Taubblindheit wird es erfolgreich verwendet. Für die Kommunikation mit einer Gruppe von nicht sinnesbehinderten Menschen muss ein sprechender „Dolmetscher“ vorhanden sein, der das Lormen beherrscht. Die Muttersprache der Taubblinden ist meistens jedoch nicht das Lormen, sondern eine abgewandelte Form der Gebärdensprache, die taktile Gebärdensprache, bei der der Taubblinde die Gesten der Gebärdensprache mit den Händen abtastet.
Es existieren weitere Tastalphabete, so im englischen Sprachraum das Deafblind alphabet, eine Abwandlung des zweihändigen Fingeralphabets.